# Cerastium runemarkii
Cerastium runemarkii är en nejlikväxtart som beskrevs av Möschl och Karl Heinz Rechinger. Cerastium runemarkii ingår i släktet arvar, och familjen nejlikväxter. Inga underarter finns listade i Catalogue of Life.